# Massengräber von Isjum

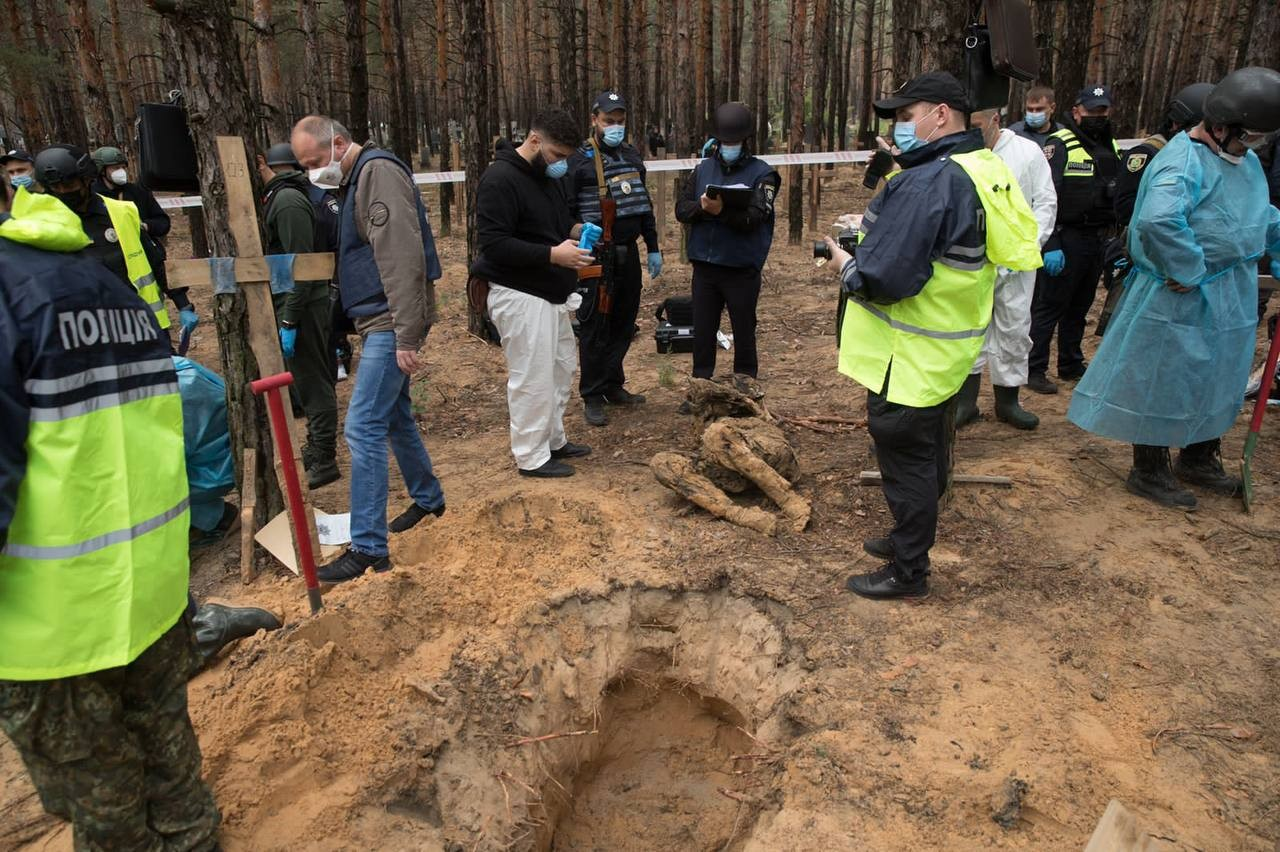
Exhumierung der Leichen, 16. September 2022

Die Massengräber von Isjum sind Massengräber in den Wäldern nahe der ukrainischen Stadt Isjum. Sie wurden im September 2022 entdeckt, nachdem die Stadt von den ukrainischen Streitkräften während der russischen Invasion in der Ukraine zurückerobert worden war. Darunter war ein Fundort mit mindestens 440 Leichen. In den Gräbern lagen Körper von Menschen, die von den russischen Streitkräften ermordet wurden. Die ukrainische Regierung nimmt an, dass mehr als 1000 Menschen in der Schlacht und der darauf folgenden Besetzung von Isjum getötet wurden.
Nach Angaben ukrainischer Ermittler wurden an einem der Standorte 447 Leichen entdeckt, darunter 414 Leichen von Zivilisten (215 Männer, 194 Frauen, 5 Kinder) und 22 Soldaten. Die meisten Toten wiesen Anzeichen eines gewaltsamen Todes auf, und 30 wiesen Spuren von Folter und Hinrichtung auf, z. B. Seile um den Hals, gefesselte Hände, gebrochene Gliedmaßen und Genitalamputationen; andere starben möglicherweise durch Beschuss und mangelnden Zugang zu medizinischer Versorgung.
Am 26. September erklärte der ukrainische Präsident Wolodymyr Selenskyj, dass zwei weitere Massengräber „mit Hunderten von Menschen“ gefunden worden seien.

## Hintergrund
Nach dem Beginn der russischen Invasion in der Ukraine am 24. Februar 2022 begann im März 2022 der Kampf um die Kontrolle der Stadt Isjum, die als Verkehrsknotenpunkt von großer Bedeutung ist. Das russische Militär wollte Isjum einnehmen, damit die Streitkräfte im Gebiet Charkiw mit ihren Truppen in der Region Donbas zusammenwirken konnten. Am 1. April bestätigte das ukrainische Militär, dass sich Isjum unter russischer Kontrolle befand.
Nach dem Beginn der Gegenoffensive in Cherson Ende August 2022 begannen die ukrainischen Streitkräfte Anfang September 2022 eine gleichzeitige Gegenoffensive in der Oblast Charkiw im Nordosten des Landes. Nach einem unerwarteten Vorstoß tief in die russischen Linien konnte die Ukraine bis zum 9. September 2022 viele hundert Quadratkilometer Territorium zurückerobern. Am 10. September 2022 befreiten ukrainische Streitkräfte die Stadt während der Gegenoffensive.

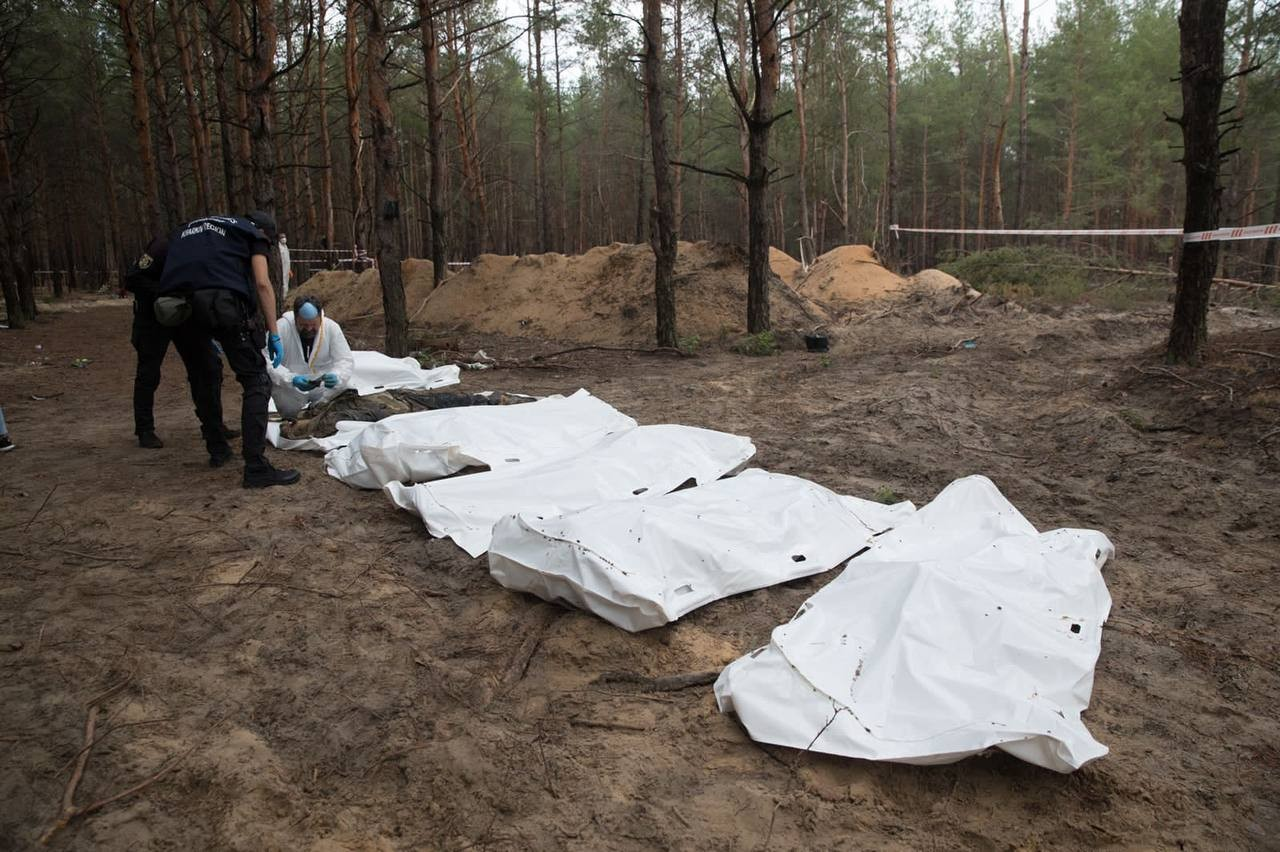
Exhumierung der Leichen, 16. September 2022

Am 15. September 2022, nachdem die russischen Truppen durch die Gegenoffensive aus Charkiw vertrieben worden waren, wurde in den Wäldern in der Nähe von Isjum eine große Anzahl von meist nicht gekennzeichneten Gräbern gefunden. Zwischen den Bäumen befanden sich Hunderte von Gräbern mit einfachen Holzkreuzen, von denen die meisten nur mit Nummern gekennzeichnet waren. Eines der größeren Gräber trug eine Markierung, die besagte, dass dort die Leichen von mindestens 17 ukrainischen Soldaten lagen. Bis zum 16. September 2022 entdeckten die Ermittler mehr als 445 Gräber von Zivilisten und Soldaten. Die Leiterin des örtlichen Beerdigungsinstituts, Tamara Wolodymyrowna, war bei der Identifizierung und Lokalisierung der Gräber behilflich. Sie war von den Besatzern angewiesen worden, die Gräber nur mit Nummern zu kennzeichnen und sowohl die Anzahl als auch die Namen der Personen schriftlich festzuhalten.
Örtliche Feuerwehrleute wurden zur Bergung der menschlichen Überreste an der Fundstelle hinzugezogen. Einer von ihnen erklärte, dass nach dem Ausgraben jeder Leiche eine Schweigeminute eingelegt wurde, bevor die Überreste rasch auf identifizierende Merkmale oder Gegenstände untersucht wurden. Anschließend wurden sie in einen Sack gepackt und zur genaueren forensischen Untersuchung in ein Leichenschauhaus gebracht.

Bei einer kleineren Anzahl von Toten waren Artilleriebeschuss und Mangel an medizinischer Versorgung die Todesursachen. Nach Angaben der Behörden waren bei einigen der Leichen die Hände auf dem Rücken gefesselt und sie wiesen Folterspuren auf. Oleh Synyehubow, Gouverneur der Region Charkiw, erklärte: 
„Von den Leichen, die heute exhumiert wurden, wiesen 99 Prozent Anzeichen eines gewaltsamen Todes auf. Es gibt mehrere Leichen mit auf dem Rücken gefesselten Händen, und eine Person ist mit einem Strick um den Hals begraben. Offensichtlich wurden diese Menschen gefoltert und hingerichtet. Unter den Begrabenen sind auch Kinder.“
 Einwohner, die die Besatzung überlebt hatten, gaben an, dass die Russen bestimmte Personen ins Visier genommen hätten und dass sie bereits über Listen von Einheimischen verfügten, die beim Militär waren, von Familienangehörigen von Militärangehörigen oder von Personen, die Veteranen des Krieges im Donbass waren, der zwischen 2014 und 2022 stattfand. Sie sagten auch, dass die Besatzer bei der Auswahl der Opfer die Stadtbewohner terrorisierten, indem sie diese sich öffentlich ausziehen ließen und untersuchten. Überlebende, Bewohner von Ijsum, berichteten, dass die Besatzer teilweise Menschen töteten, nur um ihre Macht zu demonstrieren: „Menschen wurden getötet, nur weil sie darum baten, ihr Handy zurückzubekommen.“ Viele Bewohner hätten aus Angst mit den Besatzern kooperiert. Wolodymyrowna behauptete, sie habe Mitglieder der Territorialverteidigung und einige Soldaten beerdigen dürfen, aber die Mehrzahl der gefallenen ukrainischen Soldaten habe sie nicht beerdigen dürfen, und sie wisse nicht, wo sich die Leichen befänden.

## Untersuchung

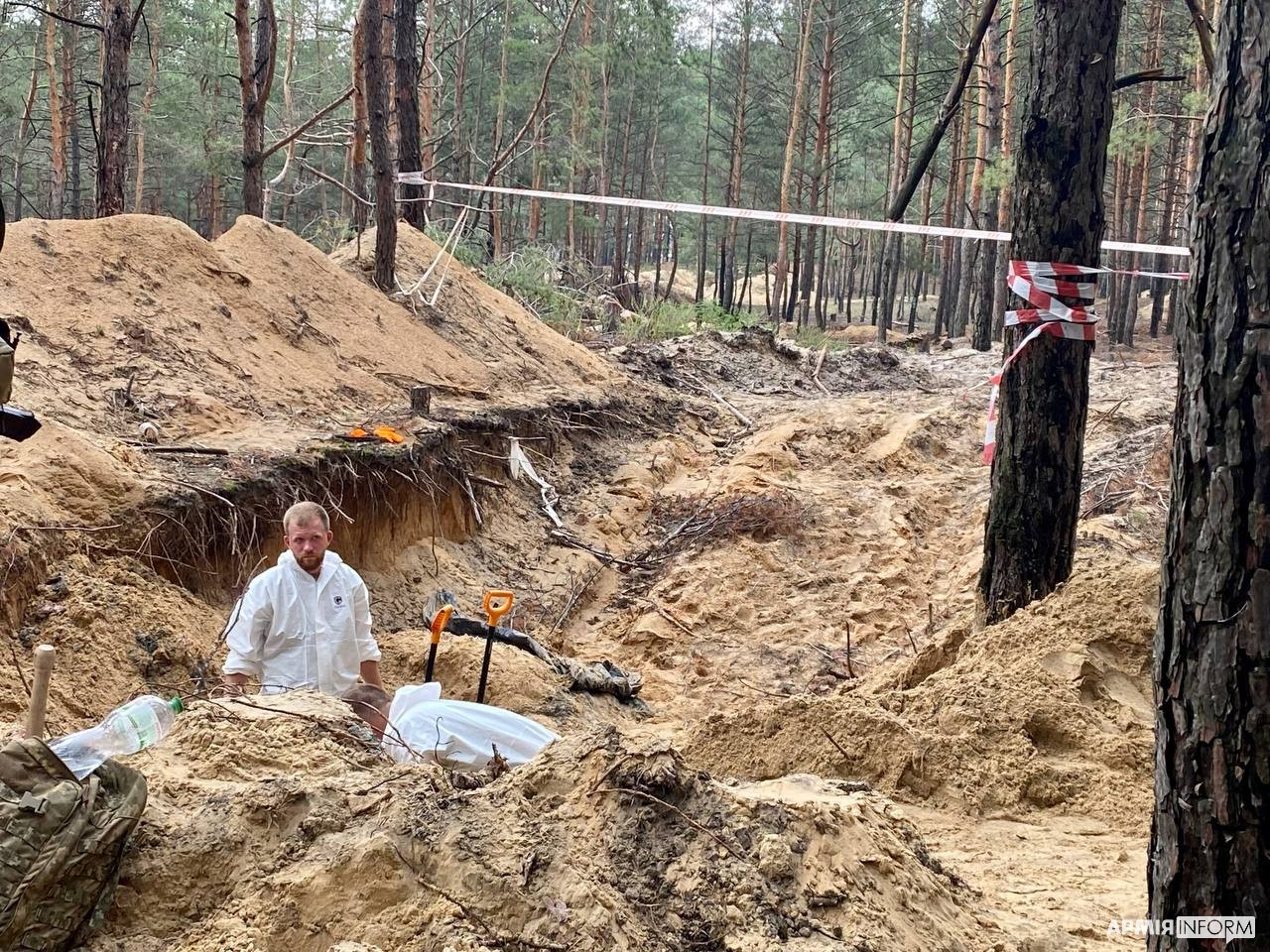
Untersuchung des Friedhofs in Isjum nach der russischen Besetzung

Die Vereinten Nationen erklärten, dass sie Beobachter nach Isjum schicken wollten.
Nach Angaben der ukrainischen Ermittler wurden 447 Leichen entdeckt: 414 Leichen von Zivilisten (215 Männer, 194 Frauen, 5 Kinder), 22 Militärangehörige und 11 Leichen, deren Geschlecht am 23. September noch nicht feststand. Die meisten Toten wiesen Anzeichen eines gewaltsamen Todes auf, und 30 wiesen Spuren von Folter und Hinrichtung auf, darunter Seile um den Hals, gefesselte Hände, gebrochene Gliedmaßen und Genitalamputationen. Zu den getöteten Zivilisten, die im Massengrab von Isjum verscharrt wurden und später bei Ausgrabungen mittels DNA-Analyse identifiziert wurden, gehört der Schriftsteller Wolodymyr Wakulenko.

## Reaktionen
Der ukrainische Präsident Wolodymyr Selenskyj verglich die Entdeckung mit dem Massaker von Butscha, als die Beamten mit den forensischen Untersuchungen begannen. Die Menschen, die am Tatort arbeiteten, waren davon erheblich mitgenommen. Einer von ihnen erzählte Reportern, dass er glaubte, dass sie in Zukunft psychologische Hilfe benötigen würden, da die Erinnerung an die Arbeit für immer bei ihnen bleiben werde.
Russland reagierte mit einer massiven Desinformationskampagne in den sozialen Medien, die darauf abzielte, die Ergebnisse als „westliche Fälschung“ zu diskreditieren oder zu behaupten, die getöteten Zivilisten seien in Wirklichkeit ukrainische Soldaten gewesen. Auf die Frage von Reportern nach den Behauptungen von Selenskyj erklärte Kreml-Sprecher Dmitri Peskow, sowohl die Massaker von Isjum als auch von Butscha seien „Lügen“.
Das spanische Außenministerium verurteilte in einer offiziellen Erklärung „das Massaker“ und forderte die Einhaltung des humanitären Völkerrechts und die Untersuchung der begangenen Verbrechen. Der französische Präsident Emmanuel Macron verurteilte die unter russischer Besatzung begangenen Gräueltaten in Isjum. John Kirby vom Nationalen Sicherheitsrat des Weißen Hauses sagte, dass „dies leider zu der Beraubung und Brutalität passt, mit der die russischen Streitkräfte den Krieg gegen die Ukraine und das ukrainische Volk führen“.
Der römisch-katholische Kardinal Konrad Krajewski reiste aus Saporischschja an, um gemeinsam mit Bischof Pawlo Hontscharuk von der Diözese Charkiw-Saporischschja für die Verstorbenen und die Arbeiter zu beten.